# Neea
Genre
Classification phylogénétique
Synonymes
- Eggersia Hook.f.
- Mitscherlichia Kunth
- Nebra Noronha ex Choisy

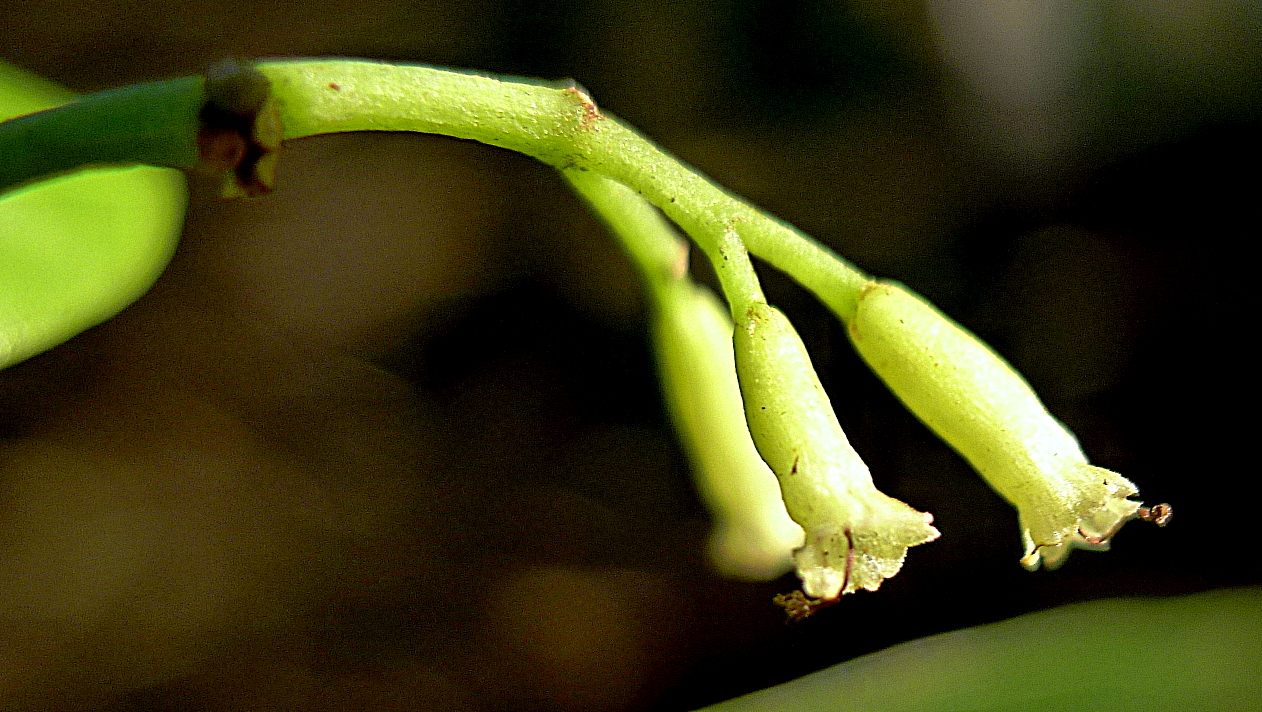
Gros plan des fleurs de Neea laxa

Neea est un genre de plantes de la famille des Nyctaginaceae originaire des Caraïbes, d'Amérique centrale et d' Amérique du sud. Les espèces de ce genre sont communément appelées Nia, Neea, ou saltwood.
La dénomination de ce genre a été faite par José Pavón et Hipólito Ruiz en honneur de Luis Née, un botaniste de l'Expédition Malaspina,.
Il a été en premier décrit et publié dans Fl. Peruv. Prodr. à la page 52 en 1794.
Le genre Neea est originaire de Belize, de Bolivie, du Brésil, de Colombie, du Costa Rica, de Cuba, de la République dominicaine, de l'Equateur, du Salvador, de la Guyane française, du Guatemala, de la Guyane, de Haïti, du Honduras, de la Jamaïque, des iles Leeward, du Mexique, du Nicaragua, de Panamá, du Paraguay, du Pérou, de Puerto Rico, du sud ouest des Caraïbes, de Suriname, du Venezuela et des Antilles.

## Liste des espèces
(cette liste est peut-être incomplète):
- Neea acuminatissima, Standl.  see Neea amplifolia
- Neea amaruayensis, Steyerm
- Neea amplexicaulis, Dwyer & M.V. Hayden
- Neea amplifolia, Donn. Sm.
- Neea anisophylla, Ernst
- Neea bangii, Rusby
- Neea belizensis, Lundell      see Neea psychotrioides
- Neea bernardii, Steyerm.
- Neea bracteosa, Steyerm.
- Neea brevipedunculata, Steyerm.
- Neea brittonii, Standl.
- Neea buxifolia, (Hook. f.) Heimerl is an unresolved name
- Neea cauliflora, Heimerl     see Neea floribunda
- Neea cedenensis, Steyerm.
- Neea choriophylla, Standl. see Neea psychotrioides
- Neea clarkii, Steyerm.
- Neea darienensis, Dwyer & M.V. Hayden
- Neea davidsei, Steyerm.
- Neea delicatula, Standl.
- Neea divaricata, Poepp. & Endl.
- Neea ekmanii, Heimerl is an unresolved name
- Neea elegans, Dwyer & S.M. Hayden   see Neea amplifolia
- Neea elegans, P.H. Allen   see Neea amplifolia
- Neea floribunda, Poepp. & Endl.
- Neea gentlei, Lundell   see Neea psychotrioides
- Neea grandis, Maguire & Steyerm.
- Neea guaiquinimae, Steyerm.
- Neea guatemalensis, Lundell   see Neea amplifolia
- Neea hermaphrodita, S. Moore
- Neea hirsuta, Poepp. & Endl.
- Neea huachamacarae, Steyerm.
- Neea ignicola, Steyerm.
- Neea laetevirens, Standl.
- Neea laxa, Poepp. & Endl.
- Neea liesneri, Steyerm.
- Neea macrophylla, Britton ex Rusby   see Neea brittonii
- Neea macrophylla, Poepp. & Endl.
- Neea mapourioides, Steyerm.
- Neea marahuacae, Steyerm.
- Neea neblinensis, Maguire & Steyerm.
- Neea obovata, Spruce ex Heimerl
- Neea oppositifolia, Ruíz & Pavón
- Neea orosiana, Standl. see Neea amplifolia
- Neea ovalifolia, Spruce ex J.A.Schmidt
- Neea parimensis, Steyerm.
- Neea parviflora, Poepp. & Endl.
- Neea parvifolia, Lundell   see Neea psychotrioides
- Neea pendulina, Heimerl
- Neea pittieri, Standl.
- Neea popenoei, P.H. Allen   see Neea psychotrioides
- Neea psychotrioides, Donn. Sm.
- Neea pycnantha, Standl. see Neea psychotrioides
- Neea robusta, Steyerm.
- Neea schwackeana, Heimerl
- Neea sebastianii, Steyerm.
- Neea sphaerantha, Standl. see Neea psychotrioides
- Neea spruceana, Heimerl
- Neea subglabrata, Steyerm.
- Neea subpubescens, Heimerl
- Neea tenuis, Standl.
- Neea tepuiensis, Steyerm.
- Neea theifera, Oerst is an unresolved name
- Neea tristis, Heimerl
- Neea urophylla, Standl. see Neea amplifolia
- Neea verticillata, Ruiz & Pav.
- Neea virens, Poepp. ex Heimerl
- Neea weberbaueri, Heimerl   see Neea spruceana
- Neea williamsii, Standl.
- Neea xanthina, Standl. see Neea psychotrioides